# Top Chef
Pour la saison diffusée en 2025, voir saison 16 de Top Chef.
Top Chef est une émission de télévision française de téléréalité culinaire, diffusée sur M6 et quelques jours plus tard sur RTL-TVI, depuis le 22 février 2010, adaptée par Studio 89 Productions (groupe M6) de l’émission américaine homonyme diffusée sur la chaîne câblée Bravo depuis le 8 mars 2006.
Top Chef est un concours télévisé entre plusieurs cuisiniers professionnels (hormis quelques exceptions), qui s'affrontent durant des épreuves culinaires et gastronomiques, où ils sont jugés par un jury dont la composition varie en fonction des épreuves. Quatre chefs sont présents pour accompagner les candidats tout au long du concours et composent notamment le jury qui décide quel candidat sera éliminé lors de l'épreuve dite de « la dernière chance » : depuis la saison 13 du concours, ce sont Hélène Darroze, Philippe Etchebest, Paul Pairet et Glenn Viel. Plusieurs chefs étoilés participent de façon régulière à l'émission, par exemple Pierre Gagnaire ou Yannick Alléno. Le critique gastronomique François-Régis Gaudry est également régulièrement présent dans l'émission, notamment lors de l'épreuve de la « guerre des restos ».
La première saison a été présentée par Stéphane Rotenberg et Sandrine Corman, remplacée par Agathe Lecaron lors de la seconde saison. Depuis la troisième saison, Stéphane Rotenberg présente l'émission seul.
Un sondage réalisé en octobre 2020 par Ipsos pour Télécâble Sat Hebdo sur les émissions préférées des Français dans la période 1990-2020 place Top Chef en dixième place du classement général et en quatrième place des émissions de télévision lancées dans les années 2010,.

## Diffusion
L'émission est diffusée tous les lundis soir à 20 h 50 jusqu'à la saison 7 puis les mercredis soir à 21 h 5 depuis la saison 8, pendant un nombre de semaines variant selon les saisons. En Belgique, elle commence à 20 h 20.

## Principe
Après un casting réalisé pour l'essentiel en France et en Belgique, de jeunes espoirs de la cuisine s'affrontent dans différentes épreuves jugées par des jurys composés de chefs renommés ou de personnalités diverses, pour tenter de devenir le « Top Chef » de l'année et remporter jusqu'à 100 000 €.
En règle générale, chaque semaine, un candidat est éliminé par le jury en fin d'émission, l'effectif des candidats se réduisant jusqu'à la finale qui voit s'affronter les derniers d'entre eux.

## Participants

### Présentation
L'émission est présentée par Stéphane Rotenberg depuis l'origine, associé à Sandrine Corman durant la saison 1 et Agathe Lecaron durant la saison 2.
Lors des saisons 1 à 5, les explications en voix off sont assurées par Olivier Peigné. À partir de la saison 6, les voix off sont assurées par Stéphane Rotenberg et les quatre chefs du jury.

### Jury

#### Chefs référents
Les chefs « référents » composent le jury qui élimine un candidat chaque semaine lors de l'épreuve de dernière chance. Ils participent occasionnellement aux jurys des autres épreuves. Lors des saisons 1 à 5, Cyril Lignac n'est impliqué que lors de l'épreuve « coup de feu » au début de chaque épisode. À partir de la saison 6, les chefs sont présents à tour de rôle en cuisine lors de la plupart des épreuves pour aider les candidats. À partir de la saison 8, ils endossent le rôle de « chefs de brigade » et suivent chacun une partie des candidats, ce qui les amène à être présents en même temps avec les candidats sur la plupart des épreuves. À partir de la saison 15, le nombre de chefs dans le jury passe à six.
- Jean-François Piège (saisons 1 à 10) ;
- Ghislaine Arabian (saisons 1 à 5) ;
- Christian Constant (saisons 1 à 5) ;
- Thierry Marx (saisons 1 à 5) ;
- Cyril Lignac (saisons 1 à 5) ;
- Michel Sarran (saisons 6 à 12) ;
- Hélène Darroze (depuis la saison 6) ;
- Philippe Etchebest (depuis la saison 6) ;
- Paul Pairet (depuis la saison 11) ;
- Glenn Viel (depuis la saison 13) ;
- Stéphanie Le Quellec (depuis la saison 15) ;
- Dominique Crenn (saison 15) ;
- Pierre Gagnaire (saison 15) ;
- Éric Frechon (depuis la saison 16) ;
- Fabien Ferré (depuis la saison 16).

| Chefs                | Saisons                        | Saisons                        | Saisons                        | Saisons                        | Saisons                        | Saisons                        | Saisons                        | Saisons                        | Saisons                        | Saisons                        | Saisons                        | Saisons                        | Saisons                        | Saisons                        | Saisons                        | Saisons                        |
| Chefs                | 1                              | 2                              | 3                              | 4                              | 5                              | 6                              | 7                              | 8                              | 9                              | 10                             | 11                             | 12                             | 13                             | 14                             | 15                             | 16                             |
| -------------------- | ------------------------------ | ------------------------------ | ------------------------------ | ------------------------------ | ------------------------------ | ------------------------------ | ------------------------------ | ------------------------------ | ------------------------------ | ------------------------------ | ------------------------------ | ------------------------------ | ------------------------------ | ------------------------------ | ------------------------------ | ------------------------------ |
| Ghislaine Arabian    | Participant à la/aux saison(s) | Participant à la/aux saison(s) | Participant à la/aux saison(s) | Participant à la/aux saison(s) | Participant à la/aux saison(s) |                                |                                |                                |                                |                                |                                |                                |                                |                                |                                |                                |
| Jean-François Piège  | Participant à la/aux saison(s) | Participant à la/aux saison(s) | Participant à la/aux saison(s) | Participant à la/aux saison(s) | Participant à la/aux saison(s) | Participant à la/aux saison(s) | Participant à la/aux saison(s) | Participant à la/aux saison(s) | Participant à la/aux saison(s) | Participant à la/aux saison(s) |                                |                                |                                |                                |                                |                                |
| Christian Constant   | Participant à la/aux saison(s) | Participant à la/aux saison(s) | Participant à la/aux saison(s) | Participant à la/aux saison(s) | Participant à la/aux saison(s) |                                |                                |                                |                                |                                |                                |                                |                                |                                |                                |                                |
| Thierry Marx         | Participant à la/aux saison(s) | Participant à la/aux saison(s) | Participant à la/aux saison(s) | Participant à la/aux saison(s) | Participant à la/aux saison(s) |                                |                                |                                |                                |                                |                                |                                |                                |                                |                                |                                |
| Cyril Lignac         | Participant à la/aux saison(s) | Participant à la/aux saison(s) | Participant à la/aux saison(s) | Participant à la/aux saison(s) | Participant à la/aux saison(s) |                                |                                |                                |                                |                                |                                |                                |                                |                                |                                |                                |
| Michel Sarran        |                                |                                |                                |                                |                                | Participant à la/aux saison(s) | Participant à la/aux saison(s) | Participant à la/aux saison(s) | Participant à la/aux saison(s) | Participant à la/aux saison(s) | Participant à la/aux saison(s) | Participant à la/aux saison(s) |                                |                                |                                |                                |
| Hélène Darroze       |                                |                                |                                |                                |                                | Participant à la/aux saison(s) | Participant à la/aux saison(s) | Participant à la/aux saison(s) | Participant à la/aux saison(s) | Participant à la/aux saison(s) | Participant à la/aux saison(s) | Participant à la/aux saison(s) | Participant à la/aux saison(s) | Participant à la/aux saison(s) | Participant à la/aux saison(s) | Participant à la/aux saison(s) |
| Philippe Etchebest   |                                |                                |                                |                                |                                | Participant à la/aux saison(s) | Participant à la/aux saison(s) | Participant à la/aux saison(s) | Participant à la/aux saison(s) | Participant à la/aux saison(s) | Participant à la/aux saison(s) | Participant à la/aux saison(s) | Participant à la/aux saison(s) | Participant à la/aux saison(s) | Participant à la/aux saison(s) | Participant à la/aux saison(s) |
| Paul Pairet          |                                |                                |                                |                                |                                |                                |                                |                                |                                |                                | Participant à la/aux saison(s) | Participant à la/aux saison(s) | Participant à la/aux saison(s) | Participant à la/aux saison(s) | Participant à la/aux saison(s) | Participant à la/aux saison(s) |
| Glenn Viel           |                                |                                |                                |                                |                                |                                |                                |                                |                                |                                |                                |                                | Participant à la/aux saison(s) | Participant à la/aux saison(s) | Participant à la/aux saison(s) | Participant à la/aux saison(s) |
| Stéphanie Le Quellec |                                |                                |                                |                                |                                |                                |                                |                                |                                |                                |                                |                                |                                |                                | Participant à la/aux saison(s) | Participant à la/aux saison(s) |
| Dominique Crenn      |                                |                                |                                |                                |                                |                                |                                |                                |                                |                                |                                |                                |                                |                                | Participant à la/aux saison(s) |                                |
| Pierre Gagnaire      |                                |                                |                                |                                |                                |                                |                                |                                |                                |                                |                                |                                |                                |                                | Participant à la/aux saison(s) |                                |
| Éric Frechon         |                                |                                |                                |                                |                                |                                |                                |                                |                                |                                |                                |                                |                                |                                |                                | Participant à la/aux saison(s) |
| Fabien Ferré         |                                |                                |                                |                                |                                |                                |                                |                                |                                |                                |                                |                                |                                |                                |                                | Participant à la/aux saison(s) |

#### Jurés et chefs invités
Les jurys sur les épreuves (autres que la dernière chance) sont composés d'invités. Dans les premières saisons, ces invités sont généralement des personnalités de télévision, du spectacle, du monde du sport ou des anonymes. Dans la saison 1, le seul chef invité étoilé est Michel Roth (deux étoiles). Dans la saison 2, Philippe Etchebest et Yannick Alléno (tous les deux étoilés) sont chefs invités. Ils participeront à quasi toutes les saisons suivantes. À partir de la saison 5, le nombre de chefs étoilés invités dans l'émission augmente de façon importante, et le concours s'impose comme une émission de référence à laquelle tous les chefs veulent participer.
Nombre d'étoiles dans chaque saison de Top Chef, d'après Le Parisien
Le graphique qui aurait dû être présenté ici ne peut pas être affiché car il utilise l'ancienne extension Graph, désactivée pour des questions de sécurité. Des indications pour créer un nouveau graphique avec la nouvelle extension Chart sont disponibles ici.

### Candidats
Les seize saisons de Top Chef diffusées de 2010 à 2025 ont vu passer 234 candidats différents dont 55 femmes. Quatre candidates et sept candidats ont participé deux fois au concours, la cinquième saison ayant permis le retour de 10 anciens candidats et la treizième saison ayant vu le retour d'un autre ancien candidat.
Sur les neuf éditions de 2010 à 2018, il y a eu 21 % de candidates, avec un pic à 33 % pour la saison 5. Les gagnantes représentent 22 % des lauréats. Cette absence de parité reflète celle des candidatures reçues par la production et celle du milieu professionnel de la cuisine malgré une parité plus forte observée dans les écoles hôtelières.
Le nombre de candidats et de semaines de compétition a varié au fil des saisons : de douze candidats lors de la première jusqu'à seize lors de la quatrième et quatorzième. De même, le nombre de semaines de compétition (donc d'épisodes) a évolué : entre sept (lors de la première saison) et dix-huit (lors de la douzième et treizième).
En mars 2025, quarante candidats de Top Chef étaient, ou avaient été, des chefs étoilés Michelin en France, Belgique, Suisse et Irlande, dont vingt-neuf toujours étoilés,,,, (en gras dans le tableau) :  
| Saison           | Candidats chefs étoilés avant le concours                                                              | Candidats devenus chefs étoilés après le concours |
| ---------------- | --- | --- |
| Saison 1 (2010)  | | Alexandre Dionisio ( en 2015, de 2016 à 2019, depuis 2020) |
| Saison 2 (2011)  | | Stéphanie Le Quellec ( depuis 2014, depuis 2019) Ludovic Turac ( de 2015 à 2020 et depuis 2022) Fanny Rey ( depuis 2017, depuis 2025)                                                       |
| Saison 3 (2012)  | Cyrille Zen ( de 2011 à 2018)                                                                          | Florent Pietravalle ( depuis 2019) Tabata Mey ( de 2020 à 2023 et depuis 2025) Jean Imbert ( depuis 2022 à Paris et depuis 2025 à Cannes) Gérald Guille ( depuis 2023)                      |
| Saison 4 (2013)  | | Florent Ladeyn ( de 2014 à 2019 et depuis 2022) Joris Bijdendijk ( en 2014 et depuis 2017) Naoëlle d'Hainaut ( depuis 2019)                                                                 |
| Saison 5 (2014)  | Thibault Sombardier ( de 2013 à 2020) Steven Ramon ( en 2013)                                          | |
| Saison 6 (2015)  | Julien Machet ( depuis 2006) Nicolas Pourcheresse ( de 2005 à 2006)                                    | Nicolas Pourcheresse ( de 2016 à 2017) |
| Saison 7 (2016)  | | Coline Faulquier ( de 2021 à 2024) Nicolas Seibold ( de 2023 à 2024) |
| Saison 8 (2017)  | Maximilien Dienst ( avec son père Jean-Michel Dienst de 2015 jusqu'à son départ du restaurant en 2019) | Franck Pelux ( de 2018 à 2019 et depuis 2021, depuis 2023 ) Julien Wauthier ( de 2019 à 2021) Jérémie Izarn ( de 2019 à 2020) Guillaume Sanchez ( depuis 2019) Kelly Rangama ( depuis 2020) |
| Saison 9 (2018)  | Mathew Hegarty ( de 2012 à 2019, sauf 2015)                                                            | Adrien Descouls ( depuis 2020) Victor Mercier ( depuis 2022) Vincent Crepel ( depuis 2023, depuis 2024) Camille Delcroix ( depuis 2024)                                                     |
| Saison 10 (2019) | | Baptiste Renouard ( depuis 2021) Guillaume Pape ( depuis 2022) |
| Saison 11 (2020) | David Gallienne ( depuis 2018)                                                                         | Mory Sacko ( depuis 2021) Mallory Gabsi ( depuis 2023) Jordan Yuste ( de 2023 à 2024) Adrien Cachot ( depuis 2025)                                                                          |
| Saison 12 (2021) | | Matthias Marc ( depuis 2022) Mathieu Van de Velde ( depuis 2023) Sarah Mainguy ( depuis 2025)                                                                                               |
| Saison 13 (2022) | | Thibaut Spiwack ( depuis 2023) |
| Saison 14 (2023) | | |
| Saison 15 (2024) | | |
| Saison 16 (2025) | | |

## Panorama des saisons

### Saison 1 (2010)
La première saison est diffusée chaque lundi soir pendant sept semaines, du 22 février 2010 au 5 avril 2010.
Douze candidats participent à cette saison, remportée par Romain Tischenko qui gagne 100 000 €. La finale de la première saison oppose quatre candidats, Romain Tischenko faisant face à Pierre Augé, Brice Morvent et Alexandre Dionisio.
Cette saison est tournée dans l'usine de distillerie Clacquesin à Malakoff. Le tournage a lieu en janvier 2010 dans des conditions d'urgence. L'émission est réalisée par Sébastien Zibi, Pierre Leix-Cote et Francis Cote.
La première saison est une adaptation assez libre du programme original américain, qui est une petite émission sur la petite chaîne Bravo. L'émission française devient une référence dès la première saison et sert à NBC pour vendre le programme dans d'autres pays,.
La première saison comprend certaines épreuves qui deviendront récurrentes : l'épreuve des enfants, la participation des proches (dans les premières saisons en tant que dégustants et jury), l'épreuve des particuliers (ou fête des voisins), la guerre des restos et le face à face final, tourné cette saison au Trianon Palace à Versailles.

### Saison 2 (2011)
La deuxième saison est diffusée chaque lundi soir pendant dix semaines, du 31 janvier 2011 au 4 avril 2011.
Quatorze candidats participent à cette seconde saison, remportée par Stéphanie Le Quellec, qui gagne 100 000 €. À partir de cette saison, la finale ne met plus aux prises que trois candidats : Stéphanie Le Quellec y affronte Fanny Rey et Pierre Sang Boyer.
Tiffany Depardieu, 5e de l'émission, a par ailleurs remporté un prix alternatif attribué par les internautes : Top Chef du web, doté de 10 000 €.
À l'exception de la finale, retransmise en direct (cas unique dans l'histoire du programme), la seconde saison est tournée fin 2010 dans le studio Les Lilas situé au Pré-Saint-Gervais, l'usine ayant servi pour la première saison n'étant plus disponible. Les 10 saisons suivantes seront tournées dans ce même studio. La saison 2 est réalisée par Sébastien Zibi, Pierre Leix-Cote et Olivier Ruan.
La seconde saison voit la première apparition de l'épreuve des mentors, de l'épreuve de Philippe Etchebest et de l'épreuve de Yannick Alléno. La guerre des restos évolue, les deux trinômes investissant cette saison deux vrais restaurants et non deux pièces du studio comme dans la première saison. Le face à face final est tourné une nouvelle fois au Trianon Palace à Versailles.

### Saison 3 (2012)
La troisième saison est diffusée chaque lundi soir sur M6 et RTL-TVI pendant onze semaines, du 30 janvier 2012 au 9 avril 2012.
Quatorze candidats participent à cette troisième saison, remportée par Jean Imbert, qui gagne 100 000 € en battant en finale Cyrille Zen (premier chef étoilé Michelin à participer au concours) et Norbert Tarayre.
La saison 3 est réalisée par Sébastien Zibi et Olivier Ruan. La présentation est désormais assurée uniquement par Stéphane Rotenberg, à la suite du départ d'Agathe Lecaron pour France 5 à la rentrée 2011.
La troisième saison voit la première apparition de l'épreuve de la boîte noire. La guerre des restos prend sa forme actuelle, en mettant aux prises non plus deux trinômes mais trois binômes, assistés chacun par un ancien candidat, avec une équipe éliminée sans pouvoir ouvrir son resto. Le face à face final est tourné encore une fois au Trianon Palace à Versailles.

### Saison 4 (2013)
La quatrième saison est diffusée chaque lundi sur M6 et RTL-TVI pendant treize semaines, du 4 février 2013 au 29 avril 2013.
Seize candidats participent à cette saison remportée par Naoëlle d'Hainaut, qui gagne 100 000 €, face aux finalistes Florent Ladeyn et Jean-Philippe Watteyne.
La saison est réalisée par Sébastien Zibi, Pierre Leix-Cote et Francis Cote, 
La quatrième saison voit la première apparition d'une épreuve permettant le retour d'un candidat éliminé. C'est Jean-Philippe Watteyne, éliminé lors du sixième épisode, qui parvient ainsi à revenir lors du septième épisode. Il terminera finaliste. La guerre des restos évolue encore et met aux prises trois trinômes de candidats ; elle est donc programmée au moment où il reste neuf candidats, avant la mi-concours. La saison voit la participation de Paul Bocuse lors de la demi-finale, qui préfigure l'afflux des grands noms de la cuisine dans le concours,. Le face à face final est tourné pour la quatrième fois consécutive au Trianon Palace à Versailles.

### Saison 5 (2014)
La cinquième saison est diffusée chaque lundi sur M6 et RTL-TVI pendant quatorze semaines du 20 janvier 2014 au 21 avril 2014.
Vingt-deux candidats participent à cette saison dont dix anciens participants des quatre premières saisons qui se départagent au cours du premier épisode, quatre d'entre eux poursuivant ensuite la compétition (Pierre Augé, Alexis Braconnier, Noëmie Honiat et Latifa Ichou).
La saison est remportée par Pierre Augé (précédemment finaliste de la saison 1) face aux finalistes Thibault Sombardier (chef étoilé) et Noëmie Honiat (précédemment cinquième de la saison 3). Il gagne un chèque de 62 480 €, proportionnel au pourcentage des votes obtenus, selon une nouvelle règle mise en place à partir de cette saison.
La cinquième saison voit la première participation du chef Pierre Gagnaire et une forte augmentation du nombre de chefs étoilés participant aux jurys d'épreuves. Cette saison voit également l'apparition d'une épreuve impliquant des inspecteurs du guide Michelin, épreuve reprise ensuite lors de la saison 8 et lors de la saison 10. Pour la première fois, le face à face final n'est plus tourné au Trianon Palace à Versailles, mais au château de Chambord.
Contrairement aux autres saisons tournées en octobre-novembre, la cinquième saison de Top Chef est tournée durant l'été.

### Saison 6 (2015)
La sixième saison est diffusée chaque lundi sur M6 et RTL-TVI pendant douze semaines du 26 janvier 2015 au 13 avril 2015.
Quinze candidats participent à cette saison, remportée par Xavier Koenig qui gagne un chèque de 62 230 €, proportionnel au pourcentage des votes obtenus lors du face à face final, qui l'oppose à Kevin d'Andréa à l'hôtel du Golf Barrière de Deauville. À partir de cette saison, la finale ne comprend plus que le face à face final entre les deux derniers candidats.
Le jury du concours est profondément modifié lors de la saison 6 : seul Jean-François Piège reste juré, les trois autres membres du jury sont remplacés par Philippe Etchebest, Hélène Darroze et Michel Sarran,. Cyril Lignac n'est pas remplacé.
Avec cette saison, la production fait évoluer de façon importante le format de l'émission :
- La durée de l'émission est raccourcie, et le nombre d'épreuves par émission limité à trois (quatre dans les saisons précédentes).
- Les règles des épreuves sont simplifiées, avec la fin des épreuves «à tiroir», qui imbriquaient les défis.
- Un nouveau principe est mis en place pour la demi-finale, chacun des trois demi-finalistes proposant sa propre épreuve.
- Le déroulement de l'épreuve de la dernière chance est diffusé de nouveau, comme cela était le cas jusqu'à la saison 4 (lors de la saison 5, seule la dégustation était diffusée).
- Un jeune apprenti issu de l'émission Objectif Top Chef fait partie de la sélection de candidats.
- Les chefs sont présents aux côtés des candidats pendant toute la durée des épreuves (sauf pour l'épreuve de dernière chance où les candidats restent seuls en cuisine).
- Au montage, une narration est assurée par les voix off des chefs et par des extraits d'interviews de ceux-ci (lors des saisons précédentes, la voix off, alors assurée par Olivier Peigné, était rare et on entendait surtout les propos des candidats)[28],[29],[30].

À la suite du raccourcissement de la durée de l'émission, M6 diffuse en seconde partie de soirée une émission courte reliée à Top Chef, intitulée Top Chef : Les Secrets des grands chefs.
S'agissant des épreuves récurrentes, la saison 6 voit la première apparition de l'épreuve « Qui peut battre Philippe Etchebest ? ». La guerre des restos reprend la forme qu'elle avait adoptée lors de la saison 3, avec trois binômes de candidats assistés chacun par un ancien candidat. Cette formule est depuis inchangée.

### Saison 7 (2016)
La septième saison est diffusée chaque lundi sur M6 et RTL-TVI pendant treize semaines du 25 janvier 2016 au 18 avril 2016.
Seize candidats participent à cette saison, remportée par Xavier Pincemin face à Coline Faulquier. Il gagne un chèque de 52 500 €, proportionnel au pourcentage des votes obtenus. La finale a encore lieu à Deauville mais cette fois-ci à l'hôtel Royal.
La saison 7 reprend les mêmes principes que ceux de la saison 6 et la seule nouveauté annoncée consiste en plus forte implication des chefs aux côtés des candidats (ajout d'une épreuve au cours de laquelle des chefs assistent des candidats en tant que commis). Jean-François Piège est peu présent dans cette saison et ne participe pas à tous les jurys des épreuves des dernière chance.

### Saison 8 (2017)
La huitième saison, intitulée Le Choc des brigades, est diffusée chaque mercredi (et non plus chaque lundi) sur M6 pendant treize semaines du 25 janvier 2017 au 19 avril 2017. Elle reste diffusée le lundi sur RTL-TVI, où les épisodes sont diffusés quelques jours en décalés du 30 janvier 2017 au 24 avril 2017.
Lors de cette saison, les trois jurés Philippe Etchebest, Michel Sarran et Hélène Darroze s'impliquent plus dans le concours. Parmi les quinze candidats, trois sont éliminés lors de la première émission et les douze autres sont répartis dans trois brigades chacune coachée par un de ces trois jurés, qui sont donc présents en cuisine à chaque fois qu'un membre de leur brigade concourt. Jean-François Piège est présent plus épisodiquement.
En outre, la victoire se joue également entre les chefs, qui espèrent chacun faire gagner quelqu'un de leur brigade.
Jérémie Izarn (brigade de Michel Sarran) l'emporte face à Franck Pelux (brigade de Philippe Etchebest). Il gagne ainsi un chèque de 55 150 €, proportionnel au pourcentage des votes obtenus à la finale. La finale a lieu à l'Hôtel Royal à Évian-les-Bains.
La saison 8 voit le retour d'une épreuve permettant le retour d'un candidat éliminé, qui n'avait plus eu lieu depuis le changement de formule de l'émission en 2015. Le décor de l'émission évolue et la table ovale nappée de blanc présente depuis le début du concours lors des dégustations disparaît au profit d'une table haute.

### Saison 9 (2018)
La neuvième saison est diffusée chaque mercredi sur M6 pendant treize semaines du 31 janvier 2018 au 25 avril 2018 et sur RTL-TVI le lundi, soit jusqu'au 30 avril 2018.
Lors de cette saison, quinze candidats s'affrontent et trois sont éliminés dès la première épreuve. Les douze autres sont répartis dans trois brigades selon le même principe que dans la saison précédente.
Le principe évolue pour les éliminations en fin d'épisode. Ce n'est plus l'ensemble des candidats non qualifiés qui se départage en dernière chance, mais un seul candidat non qualifié de chaque brigade, sélectionné par son chef, ce qui sauve ainsi les autres,.
Camille Delcroix l'emporte face à Victor Mercier. Ils faisaient tous deux partie de la brigade de Philippe Etchebest. Camille Delcroix gagne un chèque de 66 920 €, proportionnel au pourcentage des votes obtenus. La finale a lieu à l'Hôtel Royal à Évian-les-Bains.
La neuvième saison comprend le centième épisode de Top Chef au cours duquel a lieu une épreuve spéciale dont le jury est composé de cent meilleurs ouvriers de France.

### Saison 10 (2019)
La dixième saison est diffusée chaque mercredi pendant quatorze semaines sur M6 du 6 février 2019 au 8 mai 2019 et sur RTL-TVI du 11 février 2019 au 13 mai 2019.
Les candidats sont désormais répartis dans quatre brigades, Jean-François Piège devenant à son tour un chef de brigade. Il participe à son tour à toutes les épreuves où ses candidats sont présents. Le candidat issu d'Objectif Top Chef est intégré d'office à la brigade de Philippe Etchebest, et ne participe plus aux épreuves de la première semaine de concours.
De nouvelles règles sont mises en place pour les quarts de finale, qui font l'objet d'une diffusion étalée sur deux épisodes, sans élimination à la clé à la fin du premier épisode.
Samuel Albert, de la brigade de Philippe Etchebest, remporte la saison face à Guillaume Pape, de la brigade de Michel Sarran. Il remporte un chèque de 53 080 €, proportionnel au pourcentage des votes obtenus. La finale a lieu à l'Hôtel Royal à Évian-les-Bains.

### Saison 11 (2020)
La onzième saison est diffusée chaque mercredi sur M6 du 19 février 2020 au 17 juin 2020 et sur RTL-TVI du 24 février 2020 au 22 juin 2020.
Le chef Paul Pairet succède à Jean-François Piège en tant que juré et chef de brigade.
La diffusion de l'émission est affectée par les mesures de confinement liées au Covid-19, qui amène M6 à revoir le découpage de certains épisodes et allonge la durée du programme à dix-huit épisodes. La cérémonie du tirage des couteaux est également affectée par le contexte.
La saison 11 voit l'ajout d'une place qualificative supplémentaire, qui permet à un treizième candidat d'intégrer la seconde semaine du concours, en tant que « candidat solitaire », sans chef de brigade.
David Gallienne, de la brigade d'Hélène Darroze, l'emporte en finale face à Adrien Cachot, de la brigade de Paul Pairet. David Gallienne gagne un chèque de 56 410 €, proportionnellement au pourcentage des votes obtenus. La finale a lieu à l'hôtel George-V à Paris.

### Saison 12 (2021)
La douzième saison est diffusée chaque mercredi sur M6 du 10 février 2021 au 9 juin 2021 et sur RTL-TVI à partir du 24 février 2021 au 10 juin 2021.
Les épreuves ont du être adaptées à la pandémie de Covid-19 (par exemple, transformation de l'épreuve de la guerre des restos en une épreuve de Click and Collect).
Mohamed Cheikh, de la brigade d'Hélène Darroze, l'emporte en finale face à Sarah Mainguy, de la brigade de Paul Pairet. Mohamed Cheikh gagne un chèque de 54 860 €, proportionnellement au pourcentage des votes obtenus. La finale a lieu à l'hôtel George-V à Paris.

### Saison 13 (2022)
La treizième saison est diffusée chaque mercredi sur M6 du 16 février 2022 au 15 juin 2022 et sur RTL-TVI à partir du 21 février 2022, la finale étant diffusée le même jour que sur M6.
À l’été 2021, Michel Sarran annonce qu'il est écarté de l'émission après sept années passées dans le jury. Il est remplacé par le chef triplement étoilé Glenn Viel,.
Louise Bourrat, de la brigade d'Hélène Darroze, l'emporte en finale face à Arnaud Delvenne, de la brigade de Glenn Viel. Louise Bourrat gagne un chèque de 56 190 euros, proportionnellement au pourcentage des votes obtenus. La finale a lieu à l'hôtel George-V à Paris. Hélène Darroze remporte ainsi sa troisième victoire consécutive en tant que cheffe de brigade.

### Saison 14 (2023)
La quatorzième saison est diffusée chaque mercredi sur M6 du 1er mars au 7 juin 2023 et sur RTL-TVI à partir du 6 mars 2023, la finale étant diffusée le même jour que sur M6.
La règle des brigades change : après trois victoires consécutives, Hélène Darroze ne constitue pas de brigade au début mais mène un concours parallèle par repêchage des éliminés, avant d'entrer dans le concours au stade des quarts de finale. Cette compétition parallèle, diffusée en deuxième partie de soirée, s'appelle La Brigade Cachée.
Hugo Riboulet, de la brigade de Philippe Etchebest, gagne la compétition face à Danny Khezzar, de l'équipe Hélène Darroze. Hugo Riboulet remporte un chèque de 54 810 euros.

### Saison 15 (2024)
Alors que le tournage de la quinzième saison débute, M6 annonce que le jury s'agrandit avec l'arrivée de deux nouvelles femmes : Stéphanie Le Quellec (chef doublement étoilée et gagnante de la saison 2) et Dominique Crenn (triplement étoilée aux États-Unis). Les six chefs seront séparés avec d'un côté les trois femmes à la tête d'une brigade orange et de l'autre les trois hommes à la tête d'une brigade grise. Vers la fin du concours, les brigades sont dissoutes et les derniers candidats ne sont plus coachés que par un seul chef.
C'est le chef Pierre Gagnaire qui s'occupe de mener le concours parallèle par repêchage des éliminés, avant d'entrer dans le concours au stade des quarts de finale. Il remplace dans ce rôle Hélène Darroze qui s'occupait de La Brigade Cachée lors de la saison précédente.
Jorick Dorignac, de la brigade de Stéphanie Le Quellec, gagne la compétition face à Clotaire Poirier, de l'équipe de Pierre Gagnaire. Jorick Dorignac remporte un chèque de 56 540 euros.

### Saison 16 (2025)
La seizième saison de Top Chef, intitulée En route vers l'étoile, est diffusée chaque mercredi sur M6 à partir du 26 mars et sur RTL-TVI à partir du 31 mars 2025. Le jury de la saison précédente est reconduit, à l'exception de Dominique Crenn et chaque chef compose de nouveau sa propre brigade.
La saison est marquée par un partenariat avec le guide Michelin : des inspecteurs Michelin sont jurés d'une dizaine d'épreuves lors du concours. Ils seront également chargés d'évaluer le restaurant éphémère que le vainqueur ouvrira à l'issue de la finale afin d'indiquer s'il a le niveau d'un restaurant étoilé Michelin.
Le concours parallèle de repêchage des éliminés a lieu de nouveau cette saison avec deux chefs : Éric Frechon et Fabien Ferré, et un intitulé modifié : Les Brigades cachées.
Quentin Mauro, de la brigade de Glenn Viel, remporte la finale face à Charlie Anne, de la brigade de Paul Pairet.

## Audiences (France)
| Saison | Saison | Jour et horaire de diffusion | Nb. d'épisodes | Période de diffusion          | Audience lancement     | Audience lancement      | Audience finale        | Audience finale | Moyenne          | Moyenne        |
| Saison | Saison | Jour et horaire de diffusion | Nb. d'épisodes | Période de diffusion          | Nb. de télespectateurs | PDM 4 ans et +          | Nb. de télespectateurs | PDM 4 ans et +  | Audience moyenne | PDM 4 ans et + |
| ------ | ------ | ---------------------------- | -------------- | ----------------------------- | ---------------------- | ----------------------- | ---------------------- | --------------- | ---------------- | -------------- |
|        | 1      | Lundi à 20 h 55              | 7              | 22 février 2010 5 avril 2010  | 2 700 000              | 12,1 %                  | 4 300 000              | 20,0 %          | 3 450 000        | 16,0 %         |
|        | 2      | Lundi à 20 h 55              | 10             | 31 janvier 2011 4 avril 2011  | 3 178 000              | 15,9 %                  | 4 180 000              | 20,2 %          | 3 654 000        | 18,0 %         |
|        | 3      | Lundi à 20 h 55              | 11             | 30 janvier 2012 9 avril 2012  | 3 427 000              | 15,6 %[réf. nécessaire] | 5 400 000              | 23,0 %          | 4 051 000        | 18,4 %         |
|        | 4      | Lundi à 20 h 55              | 13             | 4 février 2013 29 avril 2013  | 3 630 000              | 18,0 %                  | 4 297 000              | 20,3 %          | 3 700 000        | 17,0 %         |
|        | 5      | Lundi à 20 h 55              | 14             | 20 janvier 2014 21 avril 2014 | 3 140 000              | 14,8 %                  | 3 469 000              | 16,9 %          | 2 855 000        | 13,5 %         |
|        | 6      | Lundi à 20 h 55              | 12             | 26 janvier 2015 13 avril 2015 | 3 294 000              | 13,7 %                  | 3 474 000              | 15,1 %          | 3 144 000        | 13,6 %         |
|        | 7      | Lundi à 20 h 55              | 13             | 25 janvier 2016 18 avril 2016 | 2 968 000              | 13,2 %                  | 3 347 000              | 16,1 %          | 2 880 000        | 12,9 %         |
|        | 8      | Mercredi à 21 h              | 13             | 25 janvier 2017 19 avril 2017 | 3 359 000              | 16,0 %                  | 3 123 000              | 14,6 %          | 2 750 000        | 13,2 %         |
|        | 9      | Mercredi à 21 h              | 13             | 31 janvier 2018 25 avril 2018 | 3 005 000              | 14,7 %                  | 2 777 000              | 13,1%           | 2 891 000        | 13,9 %         |
|        | 10     | Mercredi à 21 h              | 14             | 6 février 2019 8 mai 2019     | 3 018 000              | 15,5 %                  | 2 830 000              | 14,2 %          | 2 620 000        | 13,6 %         |
|        | 11     | Mercredi à 21 h 5            | 18             | 19 février 2020 17 juin 2020  | 3 076 000              | 16,5 %                  | 3 977 000              | 19,1 %          | 3 473 000        | 16,2 %         |
|        | 12     | Mercredi à 21 h 5            | 18             | 10 février 2021 9 juin 2021   | 3 785 000              | 17,7 %                  | 3 164 000              | 17,8 %          | 3 280 000        | 15,8 %         |
|        | 13     | Mercredi à 21 h 10           | 18             | 16 février 2022 15 juin 2022  | 3 265 000              | 17,9 %                  | 2 421 000              | 15,5 %          | 2 450 000        | 13,9%          |
|        | 14     | Mercredi à 21 h 10           | 15             | 1er mars 2023 7 juin 2023     | 2 685 000              | 14,6 %                  | 2 199 000              | 13,8 %          | 2 200 000        | 12,2 %         |
|        | 15     | Mercredi à 21 h 10           | 15             | 13 mars 2024 19 juin 2024     | 2 160 000              | 13,3 %                  | 2 040 000              | 12,0%           | 1 905 000        | 11,1%          |
|        | 16     | Mercredi à 21 h 10           |                | 26 mars 2025                  | 2 120 000              | 11,7 %                  |                        |                 |                  |                |

Légende :
- Plus hauts chiffres d'audience
- Plus bas chiffres d'audience

Évolution de l'audience par épisode (en milliers de téléspectateurs)
Légende : Saison 1 / Saison 2 / Saison 3 / Saison 4 / Saison 5 / Saison 6 / Saison 7
Légende : Saison 8 / Saison 9  / Saison 10 / Saison 11 / Saison 12 / Saison 13 / Saison 14/ Saison 15/ Saison 16

## Lieux de tournage
La première saison de l'émission est tournée dans une ancienne distillerie devenue un lieu événementiel, l'espace Clacquesin situé à Malakoff.
L'ancienne usine en brique n'étant plus disponible, à partir de la deuxième saison, le plateau principal de l'émission est situé aux Studios les Lilas au Pré-Saint-Gervais où une partie du décor de la 1re saison est reproduit. Attenant aux studios, au 7 rue Simonnot, se trouvaient la cour et la façade qui sont devenues les vitrines de l'émission.
En raison de la crise sanitaire, la société de production décide de changer le lieu de tournage de la 12e saison. Depuis, l'émission est tournée dans le studio 210 de La Plaine Saint-Denis où, de nouveau, le décor des saisons précédentes a été reconstitué.

## Émissions dérivées

### Top Chef: Le Choc des champions
À deux reprises, une émission spéciale, intitulée Top Chef : Le Choc des champions, a confronté les deux derniers vainqueurs de Top Chef. Ce schéma a été modifié par la troisième édition.
La première édition a été diffusée en direct le 11 avril 2011 sur M6. Elle a opposé Romain Tischenko, Top Chef 2010, à Stéphanie Le Quellec, Top Chef 2011. Stéphanie Le Quellec est sortie vainqueur de cette compétition.
La deuxième édition a été diffusée en direct le 6 mai 2013 sur M6. Elle a opposé Jean Imbert, Top Chef 2012, à Naoëlle d'Hainaut, Top Chef 2013. Jean Imbert est sorti vainqueur de cette compétition.
Une nouvelle édition de Top Chef : Le Choc des champions a été diffusée en direct le 28 avril 2014 sur M6. Elle a opposé Jean Imbert, vainqueur du deuxième choc des champions, à Pierre Augé, vainqueur de Top Chef 2014. Pour la première fois, cette émission spéciale n'oppose pas les deux derniers gagnants de Top Chef, mais le gagnant du dernier choc des champions au gagnant du dernier Top Chef. C'est Pierre Augé qui gagne après sa victoire la semaine précédente.
Le 20 avril 2015, M6 propose une nouvelle édition de Top Chef : Le Choc des champions, diffusée en direct. Le gagnant recevait le trophée et la somme de 10 000 €. Pour cette édition, le téléspectateur a fait partie du jury, en tant que 5e juré[réf. nécessaire]. Pierre Augé, le vainqueur du Choc des champions 2014 a remporté cette nouvelle édition face à Xavier Koenig, gagnant de Top Chef 2015.
Comme le veut la tradition, le gagnant en titre de Top Chef affronte le vainqueur de l'édition précédente de Top Chef : Le Choc des champions. L'émission est diffusée sur M6 le 25 avril 2016, et a sacré pour la troisième fois consécutive, Pierre Augé « champion des champions » face à Xavier Pincemin. Il s'est notamment démarqué par des visuels époustouflants qui lui ont permis de remporter l'intégralité des points attribués par les téléspectateurs sur ce critère.

### Norbert et Jean: Le Défi
Cette émission est née du succès de la saison 3, avec à la tête Jean Imbert le vainqueur, et Norbert Tarayre, demi-finaliste, devenus amis. Dans cette émission, ils doivent relever des défis culinaires plus originaux les uns que les autres.

### Objectif Top Chef
Cette émission est lancée en novembre 2014 avec à la tête le cuisinier Philippe Etchebest qui parcourt les routes de France à la recherche de jeunes passionnés de cuisine. À la fin du concours, le gagnant du concours décroche une place dans la prochaine saison de l'émission Top Chef. L'émission est diffusée en access-primetime.

### Top Chef: spéciale célébrités(2018)
Cette soirée spéciale est diffusée sur M6 et RTL-TVI le 2 mai 2018.
Lors de cette soirée, 5 candidats s'affrontent : Caroline Receveur, David Douillet, Danièle Évenou, Baptiste Giabiconi et Issa Doumbia.
La compétition a été remportée par Danièle Évenou.

### À la Table des Top Chef
Le programme « À la table des Top Chef » est proposé uniquement en digital et revient sur le parcours et l'univers d'anciens candidats,.
Une première saison est disponible à partir de 2019 en France sur le service 6Play, les abonnements TV Canal+, Orange, SFR, Bouygues et Free puis une seconde saison est disponible à partir de début 2020. En Belgique , les deux saisons sont diffusées à partir de 2020 sur RTL Play.
En dehors des deux saisons, un épisode spécial comprenant un appel à la solidarité des jurés de Top Chef Philippe Etchebest, Hélène Darroze et Michel Sarran, est mis en ligne en 2020, dans le cadre des difficultés rencontrées par la restauration à la suite du confinement de 2020 en France.

#### Saison 1 (2019)
La saison 1 est disponible sur le service 6play à partir du 25 janvier 2019, peu avant le lancement de la saison 10 de Top Chef. Elle comprend 10 épisodes.
1. Olivier Streiff, le virtuose (25 janvier 2019)
2. Julien Duboué, le sud-ouest à l'honneur (25 janvier 2019)
3. Denny Imbroisi, un italien à Paris (25 janvier 2019)
4. Fanny Rey, la rigueur au service de la nature (11 février 2019)
5. Florent Ladeyn, l'engagé (11 février 2019)
6. Stéphanie Le Quellec, la chef étoilée (11 février 2019)
7. Thibault Sombardier, la passion innée (24 février 2019)
8. Juan Arbelaez, l'invitation au voyage (24 février 2019)
9. Pierre Augé, le persévérant ( 6 mars 2019)
10. Franck Pelux

#### Saison 2 (2020)
La saison 2 est lancée peu avant le début de la saison 11 de Top Chef et comprend également 10 portraits.
1. Samuel Albert, le sens du partage (31 janvier 2020)
2. Victor Mercier, la gastronomie écolo (31 janvier 2020)
3. Coline Faulquier, une précision à toute épreuve (31 janvier 2020)
4. Guillaume Sanchez, l'étoile précoce (31 janvier 2020)
5. Naoëlle d'Hainaut, la patience récompensée (31 janvier 2020)
6. Xavier Pincemin, un régal de bienveillance (31 janvier 2020)
7. Jean-Edern Hurstel, un petit frenchy de retour (31 janvier 2020)
8. Guillaume Pape, fierté bretonne (31 janvier 2020)
9. Ludovic Turac, l'étoile de Marseille (31 janvier 2020)
10. Jérémie Izarn, l'isérois tenace (31 janvier 2020)

### Top Chef: Les Grands duels
Cette émission est diffusée en 2020 parallèlement à la saison 11 de Top Chef. Chaque épisode, programmé le mercredi en seconde partie de soirée après Top Chef, voit deux anciens candidats des 10 premières saisons de Top Chef s'affronter dans un duel « amical » qui comprend deux épreuves culinaires autour d'un produit du terroir français.